# Edward Nowak (duchowny)
Edward Nowak (ur. 21 lutego 1940 w Nowym Żmigrodzie) – polski duchowny rzymskokatolicki, doktor nauk teologicznych, arcybiskup, sekretarz Kongregacji Spraw Kanonizacyjnych w latach 1990–2007.

## Życiorys
Święceń prezbiteratu udzielił mu 13 stycznia 1963 w Przemyślu biskup Franciszek Barda. W latach 1963–1968 odbył studia na Papieskim Uniwersytecie Gregoriańskim w Rzymie. W latach 1969–1974 był pracownikiem Centralnego Ośrodka Duszpasterstwa Emigracji Polskiej w Rzymie, sekretarzem biskupa Władysława Rubina i pracownikiem Sekretariatu Generalnego Synodu Biskupów. W latach 1974–1988 pracował w Kongregacji ds. Edukacji Katolickiej. Od 1988 do 1990 był kierownikiem sekcji szkół katolickich w Kongregacji Edukacji Katolickiej.
24 lutego 1990 został mianowany arcybiskupem tytularnym Luni i sekretarzem Kongregacji Spraw Kanonizacyjnych. Święcenia biskupie otrzymał 5 kwietnia 1990 w Rzymie. Udzielił mu ich papież Jan Paweł II. W 2002 został kapelanem konwentualnym ad honorem zakonu maltańskiego. 5 maja 2007 papież Benedykt XVI przyjął jego rezygnację z urzędu sekretarza i mianował go asesorem Zakonu Grobu Świętego w Jerozolimie oraz kanonikiem bazyliki św. Piotra na Watykanie.

## Odznaczenia
Odznaczony medalem Papieża Pawła VI za pracę przy Synodzie w 1969.